# Temnadenia odorifera
Temnadenia odorifera là một loài thực vật có hoa trong họ La bố ma. Loài này được (Vell.) J.F.Morales miêu tả khoa học đầu tiên năm 1999.

## Hình ảnh

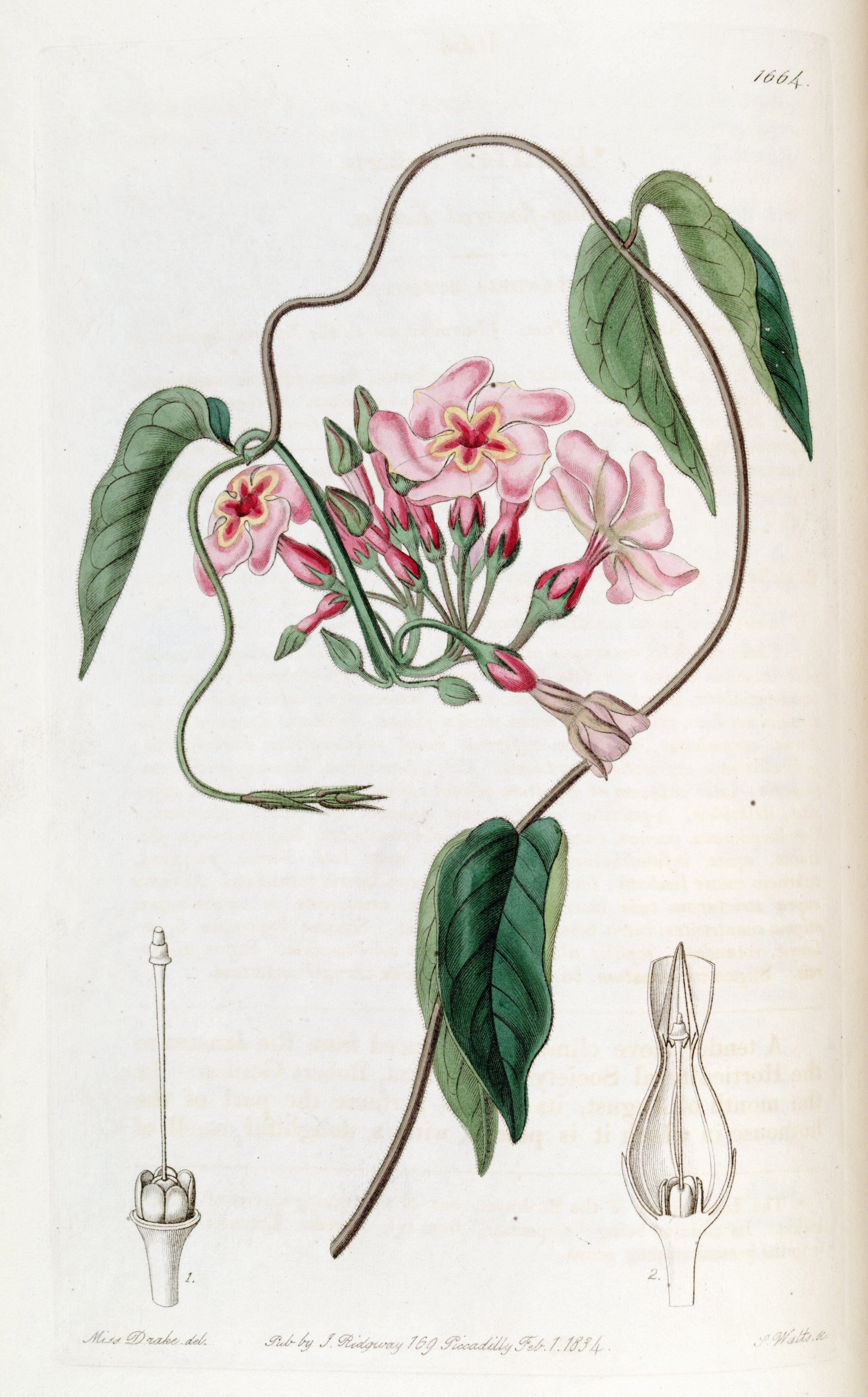